# Dani Tasende
Daniel Esmorís Tasende (Coristanco, 6 luglio 2000) è un calciatore spagnolo, difensore del Real Saragozza.

## Biografia
È fratello minore di Angeliño, anch'egli calciatore professionista.

## Carriera
Ha iniziato la sua carriera con il Bergantiños prima di trasferirsi in Inghilterra al Manchester City nel 2013. Due anni dopo ha fatto ritorno al Bergantiños e nel 2016 è entrato a far parte della cantera del Villarreal.
Il 15 marzo 2019 ha debuttato con il Villarreal C nell'incontro di Tercera División perso 3-0 contro il Roda. Al termine della stagione 2020-2021 è stato promosso nel Villarreal B e l'11 novembre 2020 ha realizzato il suo primo gol nel successo per 2-1 contro il La Nucía.
Il 30 novembre 2021 ha esordito con la prima squadra sostituendo Dani Raba nell'incontro di Coppa del Re vinto 8-0 contro il Victoria.

## Statistiche

### Presenze e reti nei club
Statistiche aggiornate al 2 febbraio 2025.
| Stagione            | Squadra             | Campionato          | Campionato | Campionato | Coppe nazionali | Coppe nazionali | Coppe nazionali | Coppe continentali | Coppe continentali | Coppe continentali | Altre coppe | Altre coppe | Altre coppe | Totale | Totale | Totale |
| Stagione            | Squadra             | Comp                | Pres       | Reti       | Comp            | Pres            | Reti            | Comp               | Pres               | Reti               | Comp        | Pres        | Reti        | Pres   | Reti   |        |
| ------------------- | ------------------- | ------------------- | ---------- | ---------- | --------------- | --------------- | --------------- | ------------------ | ------------------ | ------------------ | ----------- | ----------- | ----------- | ------ | ------ | ------ |
| 2018-2019           | Villarreal C        | TD                  | 1          | 0          |                 | -               | -               |                    | -                  | -                  |             | -           | -           | 1      | 0      |        |
| 2019-2020           | Villarreal C        | TD                  | 14         | 0          |                 | -               | -               |                    | -                  | -                  |             | -           | -           | 14     | 0      |        |
| Totale Villarreal C | Totale Villarreal C | Totale Villarreal C | 15         | 0          |                 | -               | -               |                    | -                  | -                  |             | -           | -           | 15     | 0      |        |
| 2020-2021           | Villarreal B        | SDB                 | 22         | 2          |                 | -               | -               |                    | -                  | -                  |             | -           | -           | 22     | 2      |        |
| 2021-2022           | Villarreal B        | PDR                 | 39         | 4          |                 | -               | -               |                    | -                  | -                  |             | -           | -           | 39     | 4      |        |
| 2021-2022           | Villarreal          | PD                  | 0          | 0          | CR              | 1               | 0               |                    | -                  | -                  |             | -           | -           | 1      | 0      |        |
| 2022-2023           | Villarreal B        | SD                  | 38         | 3          |                 | -               | -               |                    | -                  | -                  |             | -           | -           | 38     | 3      |        |
| 2023-2024           | Villarreal B        | SD                  | 34         | 1          |                 | -               | -               |                    | -                  | -                  |             | -           | -           | 34     | 1      |        |
| Totale Villarreal B | Totale Villarreal B | Totale Villarreal B | 133        | 10         |                 | -               | -               |                    | -                  | -                  |             | -           | -           | 133    | 10     |        |
| 2024-2025           | Real Saragozza      | SD                  | 19         | 2          | CR              | 1               | 0               |                    | -                  | -                  |             | -           | -           | 20     | 2      |        |
| Totale carriera     | Totale carriera     | Totale carriera     | 152        | 12         |                 | 1               | 0               |                    | 0                  | 0                  |             | -           | -           | 153    | 12     |        |